# Licence d'administration économique et juridique
La licence d’administration économique et juridique est un diplôme français de premier cycle universitaire, préparée en trois années après le baccalauréat dans les universités d'Aix-en-Provence et Marseille III.

## Présentation
Sur une durée de trois ans décomposée en 6 semestres, la licence d’administration économique et juridique est pluridisciplinaire et généraliste, en dispensant des cours en économie (micro-économie, macro-économie…), gestion des entreprises (comptabilité, marketing...) et en droit (privé, public). Les mathématiques appliquées aux sciences sociales, l'histoire économique et sociale, l'informatique, la bureautique, l'étude de langues vivantes sont au programme.
Il s'agit surtout de l'association étroite d'acquisition des connaissances en sciences économiques et en droit.
Les deux premières années (constituant le DEUG qui est toujours délivré sur demande dans  l'université) permettent l'apprentissage des enseignements fondamentaux.
En 3e année, une spécialisation est exigée et deux parcours existent :
- 1) Administration des institutions à but non lucratif (AIBNL) vise le milieu associatif dans toute sa diversité et les réseaux mutuels.
- 2) Administration de l'entreprise (AE): connaissances approfondies en microéconomie, macroéconomie, économie internationale, droit privé, droit public, droit social, droit des affaires et enseignements de gestion.

## Poursuites d’études
Le caractère généraliste de la licence permet de choisir parmi de nombreux débouchés par la suite: Masters recherche ou professionnel en économie appliquée, en gestion privée ou management et gestion des collectivités territoriales, masters de droit, IUFM…
- Secteurs d'activités: Caisses de retraite, mutuelle, banque, assurance, administration publique, collectivités territoriales, secteur associatif…
- Métiers : Chargé d'étude, chargé de mission, chargé de clientèle, gestionnaire de service, enseignant, responsable logistique, chef de projet, inspecteur (des impôts, des douanes…), etc.

## Conditions d'admission
- Baccalauréat général, technologique ou professionnel
- DAEU

## Domaines de compétences
- Compétences en administration dans le secteur public et dans le secteur privé à partir de l'acquisition de connaissances solides en économie, droit et gestion.
- Apprentissage de méthodes et outils en informatique.
- Compréhension de l'environnement économique, juridique et social.
- Apprentissage des méthodes d'évaluation.
- Expression en langues étrangères (anglais obligatoire).
- Capacité à effectuer de l'analyse, à rédiger et présenter des rapports spécifiques.
- environnement économique
- environnement économique et juridique des services
- Le positionnement de l'activité bancaire et d'assurance
- L'application des lois et règlements au secteur financier
- La fiscalisation du particulier
- La connaissance du client, personne physique
- Le traitement des opérations concernant les services financiers
- La protection du client/consommateur et le droit de la consommation appliqués au domaine financier
- La gestion des moyens de paiement et des incidents